# Bunt (Künstlergruppe)

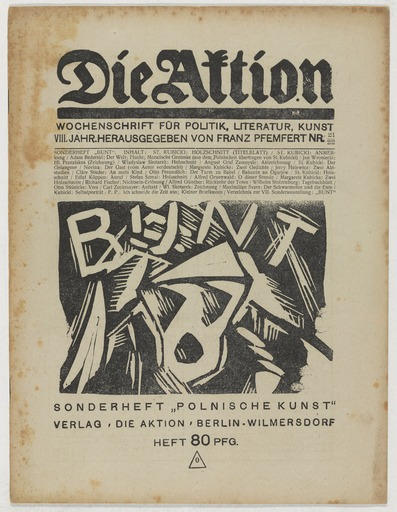
Titelblatt Die Aktion Juni 1918. Grafik von Stanislaw Kubicki

Die polnische Künstlergruppe „Bunt“ (deutsch: „Rebellion“, polnisch: Zrzesenie Artystów „Bunt“) entstand 1918 in Posen. Sie war eng mit der zweiwöchentlich erscheinenden Kunstzeitschrift „Zdrój“ verbunden, vereinte expressionistische Maler und Schriftsteller und war bis 1920 aktiv.

## Geschichte
Am 1. April 1918 wurde erstmals eine Ausstellung von Werken der Mitglieder der neu gegründeten Gruppe in den Räumen der Posener Gesellschaft der Freunde der Schönen Künste (Towarzystwo Sztuk Pięknych) in der Ulica Berlińska organisiert. Aufgrund eines öffentlichkeitswirksamen Streites zwischen Vertretern der Gesellschaft und den Künstlern musste die Ausstellung später an einen anderen Ort verlegt werden. Die Kunstzeitschrift „Zdrój“ gab anlässlich der Ausstellung eine Sonderausgabe (mit dem Titel „Zeszyt Buntu“) heraus, in der Manifeste, Gedichte und Gemälde der Künstler veröffentlicht wurden. Ab Juni wurde die Ausstellung auch in Galerien in Berlin und Düsseldorf gezeigt.
Der einflussreiche Schriftsteller Stanisław Przybyszewski, der in der Zeitschrift „Zdrój“ veröffentlichte und dessen Ideen auf die Mitglieder der Gruppe inspirierend wirkten, unterstützt deren Ansichten zunächst. Später kritisierte er die Radikalität in den Werken.
Wie auch andere polnische Künstlergruppierungen der Zeit (die Krakauer Expressionisten oder der Polnische Kunstklub in Warschau) verfolgten die Mitglieder von Bunt stilbildende, antinaturalistische Tendenzen; so behandelten sie Literatur als ein Mittel, um die außerliterarische Wirklichkeit darzustellen. Im Mittelpunkt stand das Bemühen, die nationalen Besonderheiten der Polen auszudrücken und einen polnischen Beitrag zur europäischen Kultur zu leisten. Dabei wurden die Künstler auch vom deutschen Expressionismus beeinflusst.
Die Gruppe pflegte so auch enge Kontakte zu deutschen Künstlerbewegungen. Die expressionistischen Zeitschriften „Der Sturm“ und „Die Aktion“ berichteten mehrfach über sie. Auch arbeitet Bunt mit den Krakauer Formisten zusammen, mit denen sie gemeinsame Ausstellungen in Posen und Krakau organisierte. 1919 gab es auch Kontakte mit der Künstlergruppe Jung Idysz in Łódź.
Zum Jahreswechsel 2003/2004 fand im Posener Nationalmuseum die Ausstellung „Bunt. Ekspresjonizm poznański 1917–1925“ statt. 2011 wurde eine deutsch-polnische Gemeinschaftsausstellung zur Gruppe („BUNT – Der Sturm – Die Aktion“) im Muzeum Początków Państwa Polskiego in Gniezno sowie im Haus der Brandenburgisch-Preußischen Geschichte in Potsdam gezeigt.

## Mitglieder und Sympathisanten
Der Dichter Adam Bederski war der programmatische Kopf der Gruppe. Der deutsch-polnische Künstler Stanislaw Kubicki trat als Graphiker und Wortsprecher der Gruppe hervor. Weitere Mitglieder der Gruppe waren:
| - Jerzy Hulewicz - Małgorzata Kubicka - Jan Panieński | - Władysław Skotarek - Jan Spychalski - Artur Marya Swinarski | - Stefan Szmaj - Jan Jerzy Woroniecki - August Zamoyski |